# تأثير ليدي ماكبث

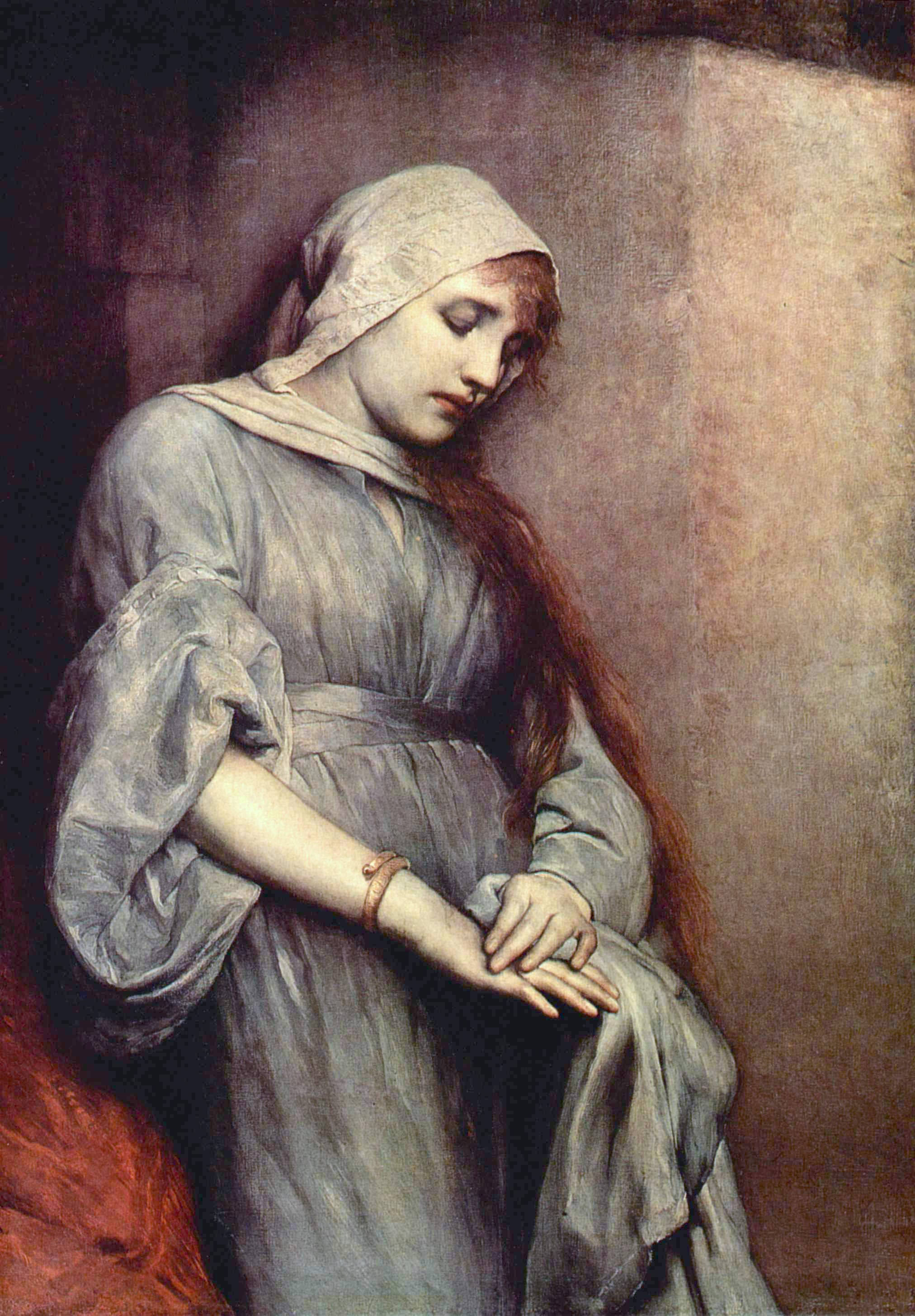
صورة من رسم الفنان لا اذكر اسمه لكنها صورة توحي وتفسر عدة معاني قل ما نفهمها وهي عظمة الانثئ وشدة صبرها حيث انها صورة تعبر عن الجمال الفاتن

تأثير ليدي ماكبث المفترض أو تأثير ماكبث هو تأثير تهيئة يقال أنه يحدث عندما تزداد الرغبة بالتنظيف بعد أن يكون هناك شعور بالخزي. تمت تسمية التأثير على اسم شخصية Lady Macbeth في مسرحية شكسبير ماكبث ؛ تخيلت بقع دماء على يديها بعد ارتكاب جريمة قتل.

## خلفية
في إحدى التجارب، طُلب من مجموعات مختلفة من المشاركين أن يتذكروا فعلًا سابقًا جيدًا أو سيئًا، وبعد ذلك طُلب منهم ملء الأحرف من ثلاث كلمات إنجليزية غير مكتملة: "W_ _H "،" SH_ _ER "و" S_ _P ". أولئك الذين طُلب منهم تذكر فعل سيئ كانوا أكثر عرضة بنسبة 60٪ للاستجابة بكلمات متعلقة بالتطهير مثل «غسل» و «دش» و «صابون» بدلاً من بدائل مثل «أتمنى» أو «هزاز» أو «توقف». 